# Oxyopes rajai
Oxyopes rajai là một loài nhện trong họ Oxyopidae.
Loài này thuộc chi Oxyopes. Oxyopes rajai được Subhendu Sekhar Saha & Dinendra Raychaudhuri miêu tả năm 2003.